# Esnón

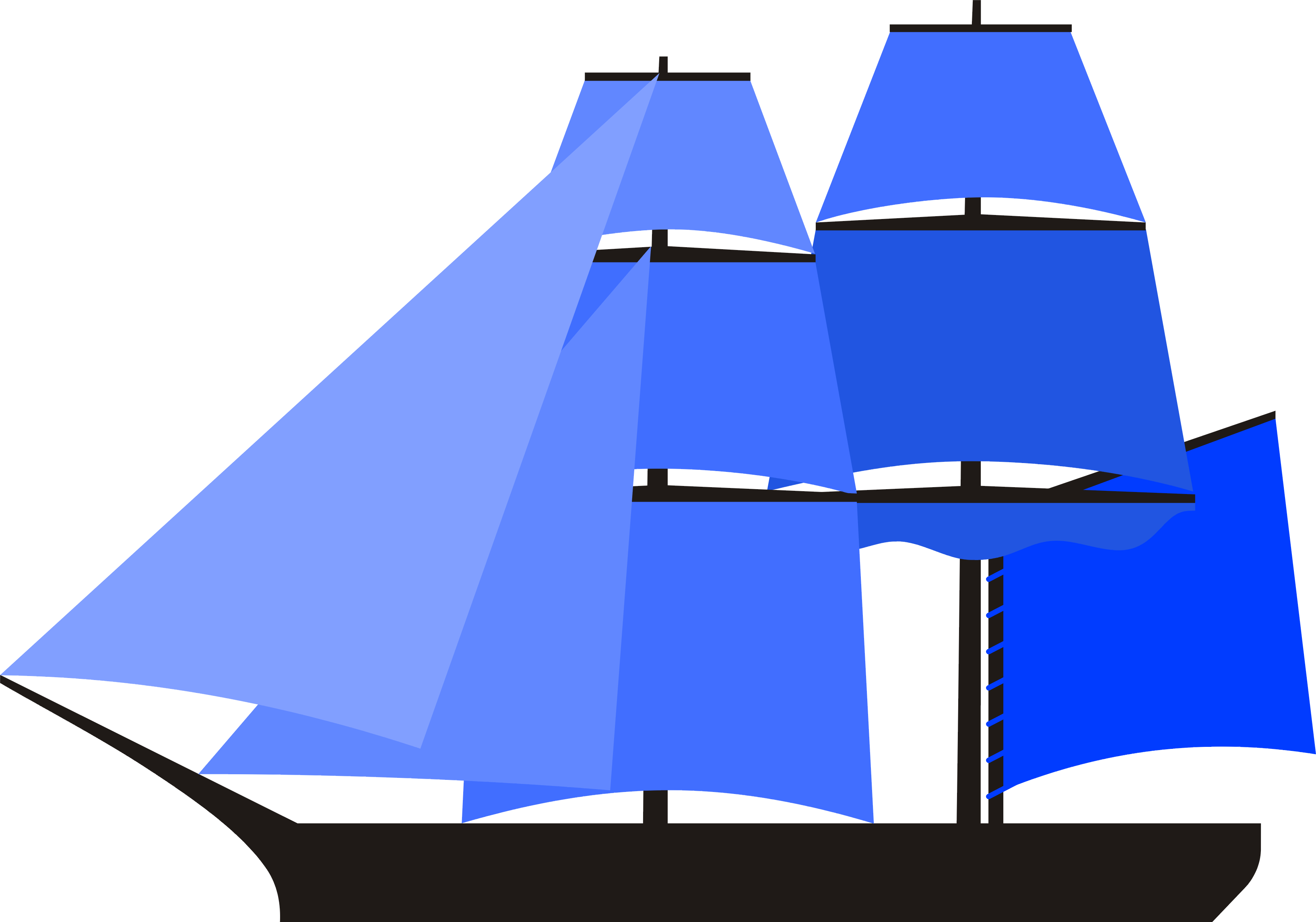
Imagen artificial donde pueden notarse claramente las diferentes velas y la conformacion del Esnon

En náutica, el esnón es un bote con aparejo de vela cuadrada de dos mástiles, complementado por un mástil esnón colocado inmediatamente atrás del mástil principal.
Es una especie de bergantín que suele largar una mesana en un palo que arbola provisionalmente.

## Etimología
La palabra esnón viene del inglés "snow" y esta a su vez de "snauw", la cual es una palabra del holandés antiguo para pico, una referencia a la característica proa aguda del bote.

## Historia
El esnón evolucionó desde la embarcación de tres mástiles: el mástil de mesana de la embarcación fue gradualmente movido más cerca hacia el mástil principal, hasta que el mástil de mesana no fue más un mástil separado, sino en su lugar se adjuntó al mastelero principal. De esta manera, durante el siglo XVII, el esnón fue algunas veces clasificado como bote de tres mástiles.
El esnón data del siglo XVII tardío, y originalmente tenía una vela cangreja con pujamen suelto, la botavara fue introducida en algún momento del siglo XVIII.
Fue un tipo popular de bote en el Mar Báltico y fue empleado por un gran número de naciones durante ese tiempo. El esnón era considerado un bote de vela maniobrable y rápido, usualmente, el más grande bote de dos mástiles disponible, y fue empleado en ambas, la fuerza naval y servicio mercante. Cuando se utilizó para fuerza naval, los esnones fueron, durante el siglo XVIII temprano, típicamente provistos de 5 a 16 cañones. Los esnones navales fueron utilizados principalmente para patrullaje costero y corso, mientras en el servicio mercante, los esnones comerciaban toda la ruta al mediterráneo y a veces aun navegaban tan lejos como las Indias Occidentales. 
El esnón: el más grande de todos los botes de dos mástiles. Las velas y aparejos en el mástil principal de un esnón son exactamente similares a aquellos en los mismos mástiles en una embarcación toda aparejada; solo que hay un pequeño mástil atrás del mástil principal del primero, el cual lleva una vela que recuerda la vela micena de una embarcación.
- Capitán Charles Johnson, "A General History of the Pyrates"

## Comparación con el Bergantín
Mientras, el esnón y el bergantín parecen estar relacionados muy cerca, este, de hecho, no es el caso. Los dos aparejos se desarrollaron desde diferentes direcciones, el bergantín evolucionó desde 

## Partes
Esnón (ernon, esnok, bastón, husillo) es el palo pequeño que va colocado verticalmente por la cara de popa del palo mayor o del de mesana, desde la cubierta a la cofa, y sirve para envergar la mesana o la cangreja. (ing. Try mast).